# 孔皮亚诺
孔皮亚诺（義大利語：Compiano），是意大利帕尔马省的一个市镇。总面积37平方公里，人口1134人，人口密度30.6人/平方公里（2009年）。ISTAT代码为034011。